# Concerto cho vĩ cầm (Weinberg)
Concerto cho vĩ cầm là một sáng tác của Mieczysław Weinberg viết ở cung Sol thứ, Op . 67 vào năm 1959. Bản concerto cho vĩ cầm này được nghệ sĩ độc tấu Leonid Borisovich Kogan thu âm lần đầu tiên tại Moskva vào năm 1961, nhưng mãi tới thế kỷ 21, tác phẩm này mới được biểu diễn lần đầu tiên ở Đức, Mỹ và các nước khác.

## Lịch sử
Mieczysław Weinberg sáng tác bản concerto cho vĩ cầm này vào năm 1959. Bản concerto được công diễn lần đầu tại Moskva vào ngày 12 tháng 2 năm 1961 do Leonid Borisovich Kogan là nghệ sĩ độc tấu với Dàn nhạc giao hưởng Moskva và Gennady Nikolayevich Rozhdestvensky là nhạc trưởng. Tác phẩm được xuất bản bởi Sikorski ở Hamburg và dành tặng riêng cho Kogan.
Buổi công diễn tại Đức do Linus Roth làm nghệ sĩ độc tấu cùng dàn nhạc giao hưởng Badische Staatskapelle với Mei-Ann Chen làm chỉ huy trưởng tại Badisches Staatstheater Karlsruhe đã diễn ra vào ngày 2 tháng 11 năm 2014. Buổi công diễn khác ở Mỹ do Gidon Kremer làm nghệ sĩ độc tấu cùng dàn nhạc giao hưởng Naples Philharmonic do Andrey Boreyko chỉ huy tại Hayes Hall ở Naples, Florida được trình diễn không lâu sau vào ngày 9 tháng 1 năm 2015.

## Cấu trúc và âm
Bản concerto cho vĩ cầm này gồm 4 chương:
1. Allegro molto
2. Allegretto
3. Adagio
4. Allegro risoluto

Thời gian trung bình để biểu diễn hết tác phẩm vào khoảng 26 phút. Chương nhạc mở đầu được mô tả là "không nguôi", qua đó gợi nhớ đến bản concerto cho vĩ cầm của Khachaturian, tiếp theo là 2 chương mang tính "khai thác" sử dụng các âm hình giống nhau với âm điệu nhẹ nhàng hơn. Chương cuối trở lại với một "sự chuyển động mạnh dần" nhưng lại kết thúc ở cuờng độ pianissimo (siêu nhỏ).

## Thu âm
Bản concerto cho vĩ cầm của Weinberg được Kogan thu âm vào năm 1961 một lần nữa với Dàn nhạc Giao hưởng Moskva, hiện nay do Kirill Kondrashin là chỉ huy trưởng. Một người đánh giá bản phát hành lại năm 2015 đã ghi nhận "cường độ miết của Kogan liên quan chặt chẽ đến kỹ thuật tinh tế của ông ấy", đặc biệt là trong đoạn cadenza. Vào năm 2014 tác phẩm đã được thu âm cùng với bản concerto cho vĩ cầm của Britten do Linus Roth độc tấu và Dàn nhạc Giao hưởng Đức Berlin với Mihkel Kütson chỉ huy. Bản thu âm này là một phần trong kế hoạch mà Linus Roth đề ra nhằm thu âm lại tất cả các tác phẩm của Weinberg mang tính độc tấu vĩ cầm. Một người đánh giá từ Gramophone cho rằng bản thu của Roth có "sự tinh tế và nhiều màu sắc hơn" so với Kogan. Bản concerto này được thu âm một năm sau đó bởi Ilya Gringolts với Dàn nhạc Giao hưởng Quốc gia Warszawa do Jacek Kaspszyk chỉ huy. Một bản thu âm của Gidon Kremer với Dàn nhạc Gewandhaus do Daniele Gatti chỉ huy đã được phát hành vào năm 2021, trong đó có đi kèm thêm bản sonata cho hai vĩ cầm.